# Synalov
Synalov är en ort i Tjeckien.   Den ligger i regionen Södra Mähren, i den östra delen av landet, 160 km sydost om huvudstaden Prag. Synalov ligger 516 meter över havet och antalet invånare är 101.
Terrängen runt Synalov är huvudsakligen kuperad, men åt sydost är den platt. Runt Synalov är det tätbefolkat, med 331 invånare per kvadratkilometer. Närmaste större samhälle är Blansko, 18,4 km öster om Synalov. Omgivningarna runt Synalov är en mosaik av jordbruksmark och naturlig växtlighet.